# Ethan White
Norris Ethan White (Kensington, 1 januari 1991) is een Amerikaans voetballer die bij voorkeur als verdediger speelt. Hij verruilde in 2014 DC United voor Philadelphia Union.

## Clubcarrière
White tekende op 14 december 2010 een Homegrown Player contract bij DC United. Op 6 april 2011 maakte hij in een Open Cup wedstrijd tegen Philadelphia Union zijn debuut voor DC United. Zijn MLS debuut maakte hij op 9 april tegen Los Angeles Galaxy. Op 14 juni 2012 werd hij uitgeleend aan Richmond Kickers dat uitkomt in de USL Pro, het derde niveau van de Verenigde Staten. Op 14 januari 2014 werd hij naar Philadelphia Union gestuurd inruil voor Jeff Parke. 